# Exterminador Operación P.R. 100X35
Exterminador Operación P.R. 100X35 es el octavo álbum producido por el cantante cristiano Redimi2, lanzado como una edición especial del álbum anterior Exterminador Operación P.R.. de la trilogía Exterminador, en conjunto con Operación R.D. Contó con la participación de Daliza Cont., Vico C, Funky, Lucía Parker y Cecilio Ramírez. El CD salió a la venta el 4 de mayo de 2012.

## Canciones
| N.º    | Título                                       | Productor(es)                     | Duración |  |
| 1.     | «No Woman Dont' Cry»                         | StereoPhonics                     | 4:01     |  |
| 2.     | «Esperando por ti» (con Daliza Cont.)        | StereoPhonics                     | 4:31     |  |
| 3.     | «Tengo el poder»                             | Stack                             | 4:00     |  |
| 4.     | «Si estas conmigo»                           | StereoPhonics                     | 3:55     |  |
| 5.     | «Pao pao pao» (con Vico C, Funky (Remix))    | Alex Zurdo, StereoPhonics, Jetson | 4:33     |  |
| 6.     | «Sobreviviré»                                | StereoPhonics                     | 4:15     |  |
| 7.     | «Dangerous»                                  | Jetson                            | 3:56     |  |
| 8.     | «Ella no cree en el amor»                    | Effecto                           | 4:44     |  |
| 9.     | «Estoy aquí» (con Lucia Parker)              | Effecto                           | 3:32     |  |
| 10.    | «Sangre en el caserío» (con Cecilio Ramirez) | StereoPhonics                     | 3:58     |  |
| 11.    | «Raphy Mendez 4 (Intro)»                     | StereoPhonics                     | 1:42     |  |
| 12.    | «Preso en libertad»                          | StereoPhonics                     | 3:52     |  |
| 13.    | «Outro llamado»                              | Effecto                           | 2:15     |  |
| 46: 34 |                                              |                                   |          |  |